# Mad East Challenge 500
Die Mad East Challenge 500 ist ein mehrtägiges Mountainbike-Event im Osterzgebirge und das einzige grenzüberschreitende Marathon-Rennen, bei dem die Strecken während eines Rennens durch Tschechien und Deutschland führen.

## Geschichte

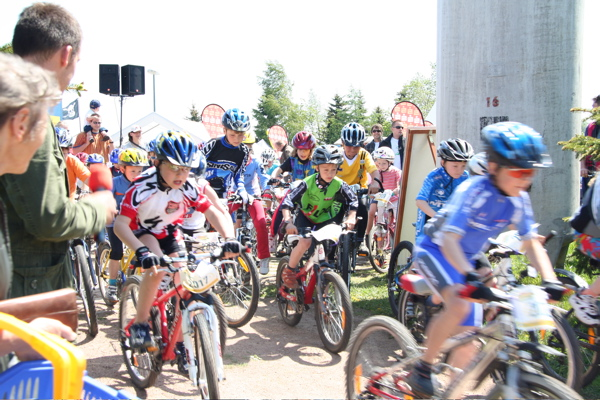
Kinderspartakiade

Erstmals ausgetragen wurde das Rennen 2004, dem Jahr der EU-Osterweiterung, als deutsch-tschechischer Mountainbike-Marathon. 260 Teilnehmer nahmen die steil abfallende Südseite des Erzgebirges hinunter Richtung Ústí nad Labem und anschließend den Anstieg nach Altenberg in Angriff.
Die Strecken gelten als sehr anspruchsvoll. 2016 gibt es erstmals nur noch einen Marathon-Tag, dafür aber drei unterschiedliche Streckenlängen. Die längste Strecke „Hell“ misst insgesamt 126 Kilometer und knapp 3.600 Höhenmeter quer durch das Erzgebirge, Tragepassagen und Flussüberquerungen inklusive. Weitere Strecken sind die „Medium“ mit 93 Kilometern und 2600 Höhenmetern sowie die „Light“ mit 42 Kilometern und 1200 Höhenmetern.
Für die Mountainbike-Fahrer, die lieber bergab als bergauf fahren, gibt es den begehrten Mad East Enduro. Aufgrund der in den vergangenen Jahren stark gewachsenen Nachfrage findet seit 2015 jeweils am Samstag und am Sonntag ein Wettbewerb statt. Am ersten Tag müssen die Teilnehmer fünf Wertungsprüfungen verteilt auf einer Gesamtstrecke von 43 Kilometern bewältigen. Am folgenden Tag warten auf 40 Kilometern vier Abfahrtswertungen.
Zum weiteren Programm der Veranstaltung gehören die Fahrradspartakiade für Kinder sowie Partys mit Live-Bands und DJs. 2015 gingen über 1000 Fahrer aus ganz Deutschland, Tschechien, Polen, der Slowakei und den Benelux-Ländern an den Start.

## Teilnehmer

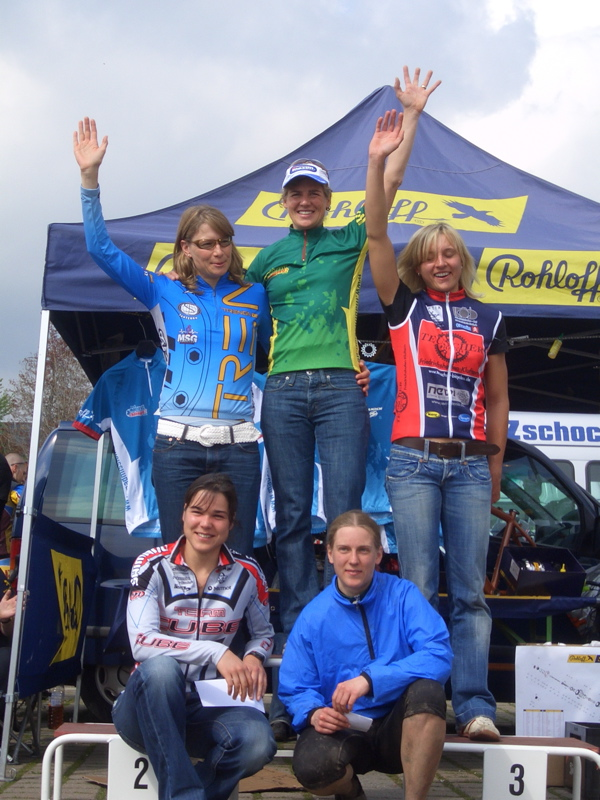
Sieger Damen 2005

Unter den Teilnehmern sind regelmäßig auch bekannte Sportler aus der Region, wie z. B. die Biathletin Katja Wüstenfeld, die mit dem Mad-East-Challenge-Veranstalter Matthias Mende 2008 auf dem Tandem den ersten Platz der Trans Germany errungen hat. Auch ihre Schwester, die Biathletin Romy Beer, und Michael Rösch gehörten in der Vergangenheit zu den Startern. Das Renngeschehen wurde in den letzten Jahren von dem Biathlontrainer und Silbermedaillengewinner Klaus Siebert kommentiert.

## Mad East Challenge 500 – 2016
- Tag 1 Samstag – Mad Marathon Altenberg (42 km, 93 km, 126 km)
- Tag 1 Samstag – Mad East Enduro Altenberg (43 km)
- Tag 2 Sonntag – Mad East Enduro Altenberg (40 km)